# Strategie des gleichgewichtigen Wachstums
Die Strategie des gleichgewichtigen Wachstums oder auch Strategie des balanced growth beschreibt eine Entwicklungsstrategie mithilfe derer ein sich ergänzender Industriekomplex geschaffen wird. Sie basiert auf den klassisch kapitalistischen Entwicklungstheorien (Modernisierungstheorie).

## Hintergrund
Diese Strategie leitet sich aus der Kapital- und Einkommenskonzentration in den Entwicklungsländern und der daraus resultierenden Marktenge ab. Da die breite Masse der Bevölkerung am Existenzminimum lebt, besitzt sie somit eine geringe Kaufkraft. Die Verbesserung oder Ausweitung der Produktion von Konsumgütern ist infolgedessen für die Unternehmen unrentabel, da sie keinen Abnehmer finden würden. Ein Durchbrechen dieser Statik ist Ziel jeder klassisch kapitalistischen Entwicklungsstrategie.

## Grundproblematik
Ein Durchbruch gelänge nur, wenn – wie in dem bekannten Beispiel von Paul Rosenstein-Rodan – die Beschäftigten einer neu errichteten Schuhfabrik ihren gesamten Lohn für Schuhe ausgeben würden. Der vorindustrielle Schuhmarkt bliebe dadurch unberührt, eine Ausdehnung des Gesamtmarktes wäre erreicht. In der Realität tritt dieser hypothetische Fall jedoch nicht ein. Das gestiegene Einkommen der Beschäftigten der Schuhfabrik wird sich nur zu einem kleinen Teil in einer Nachfrage nach dem von ihnen hergestellten Gut niederschlagen. Der größte Teil wird in andere Verwendungen absickern. Die einzelne Unternehmung stünde daher einer zu geringen ursprünglichen Nachfrage gegenüber und wird daher erst gar nicht realisiert.

## Methodik
Die Strategie des ‚balanced growth’ hat daher in der ‚take-off’-Phase die Errichtung mehrerer, miteinander verbundener, sich ergänzender Industrien zum Ziel, die in ihrer Gesamtheit gerade das Güterbündel erzeugen, das von den Beschäftigten eines gesamten Industriekomplexes, nachgefragt wird.  
Somit entsteht ein zusätzlicher Markt, der Arbeitsplätze für die arbeitslose und unterbeschäftigte Bevölkerung in den Entwicklungsländern schafft. Werden, wie oben bereits erwähnt, die Gewinne kontinuierlich in die Ausweitung der Produktion eingebracht. Daher kann die Nachfrage gesteigert werden, sodass wiederum neue Investitionsanreize für die Betriebe geschaffen werden. 
Gleichzeitig soll die Landwirtschaft durch einen vergrößerten Einsatz von Maschinen modernisiert werden, damit sie mehr Güter produzieren kann und Arbeitskräfte für die aufblühenden Industriebetriebe freigesetzt werden. 
In anderen Interpretationsansätzen wird an dieser Stelle für eine gleichgewichtige Förderung von Landwirtschaft und Industrie verlangt. Für ein Gelingen seiner Strategie sieht Ragnar Nurkse die staatliche Planung bei dieser Strategie als Regelfall an.